# Рогач Дыбовского
Рогач Дыбовского (лат. Lucanus dybowskyi, = Lucanus maculifemoratus dybowskyi) — крупный жук семейства рогачей. Рядом авторов рассматривается как подвид Lucanus maculifemoratus. Видовое название дано в честь Бенедикта Дыбовского — профессора зоологии и палеонтологии в Варшаве, в период сибирской ссылки изучавшего озеро Байкал и Сибирь.

## Описание
Крупный жук. Длина тела самцов 34—75 мм, самок — 25—40 мм.
Окраска надкрылий коричневая, иногда тёмная, смоляно-чёрная. Окраска самок темнее, чем у самцов, часто полностью чёрная. Верх тела самцов в коротких прилегающих желтовато-серых волосках.
Бёдра лапок с резко очерченными продольными овальными пятнами кирпично-красного цвета, которые особенно хорошо заметными снизу.
Выделяют две основные формы самцов:
- Lucanus dybowskyi f. major — длина тела до 51 мм (без мандибул), c мандибулами до 73 мм.
- Lucanus dybowskyi f. minor — длина тела до 26 мм (без мандибул), c мандибулами до 34 мм.

У самцов f. major и f. media мандибулы несут на себе по 2—5 дополнительных внутренних зубцов, которые находятся между базальным зубцом и вершинной развилкой, у f. minor только с 1—2 зубцами. Выступы головы у мелких самцов сглажены. Голова самцов без поперечного выступа.

## Ареал
Приморье, юг Хабаровского края, юго-восток Амурской области, Северо-Восточный Китай, Корея.

## Биология
Населяет широколиственные и смешанные леса, перестойные кедрово-широколиственные леса. Активны преимущественно в вечернее и ночное время, летит на свет. Жуки встречаются в июле-августе.

## Размножение
Преимагинальное развитие не изучено.